# FIFA-Weltfußballer des Jahres 2001

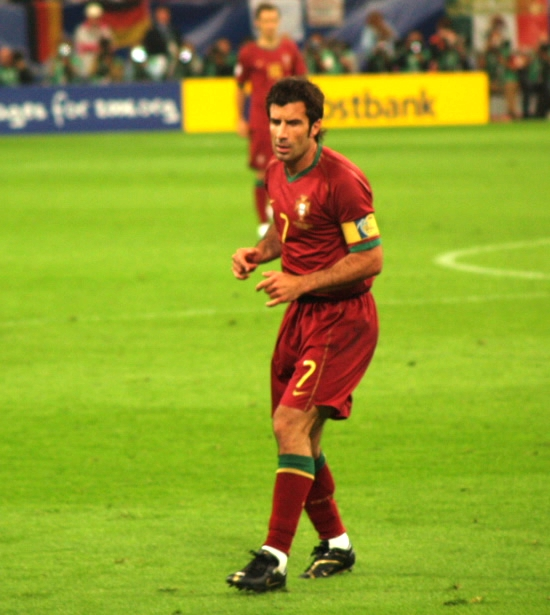
FIFA-Weltfußballer des Jahres 2001
Luís Figo

Der FIFA-Weltfußballer des Jahres 2001 (damals noch FIFA World Player) wurde am 17. Dezember 2001 am Sitz des Technology and production center switzerland in Zürich gekürt. Es war die elfte Vergabe der 1991 vom Fußballweltverband FIFA eingeführten Auszeichnung „FIFA-Weltfußballer des Jahres“. Gewinner der Auszeichnung war der Portugiese Luís Figo.

## Abstimmungsmodus
Der Gewinner wurde durch eine Abstimmung unter 130 Nationaltrainern der Welt ermittelt. Diese nannten jeweils die drei ihrer Meinung nach besten Fußballer, wobei keiner der drei aus ihrem eigenen Land stammen durfte. Eine Nennung an Platz eins brachte fünf Punkte, ein zweiter Platz drei Punkte, der dritte Platz einen Punkt. Danach wurden die Punkte addiert.

## Ergebnis
- Platzierung: die Platzierung, die ein Spieler erzielt hat.
- Name: Name des ausgezeichneten Spielers.
- Nationalität: Nationalität des ausgezeichneten Spielers.
- Verein: Verein, für den der Spieler in dem Kalenderjahr aktiv war. Wenn ein Spieler den Verein gewechselt hat, wird der abgebende Verein an erster Position genannt.
- Stimmen: die insgesamt erhaltenen Stimmen aller Länder.

| Platzierung | Name                 | Nationalität         | Verein                            | Stimmen |
| ----------- | -------------------- | -------------------- | --------------------------------- | ------- |
| 1.          | Luís Figo            | Portugal             | Real Madrid                       | 250     |
| 2.          | David Beckham        | England              | Manchester United                 | 238     |
| 3.          | Raúl                 | Spanien              | Real Madrid                       | 96      |
| 4.          | Zinédine Zidane      | Frankreich           | Juventus Turin / Real Madrid      | 94      |
| 5.          | Rivaldo              | Brasilien            | FC Barcelona                      | 92      |
| 6.          | Juan Sebastián Verón | Argentinien          | Lazio Rom / Manchester United     | 71      |
| 7.          | Oliver Kahn          | Deutschland          | FC Bayern München                 | 65      |
| 8.          | Michael Owen         | England              | FC Liverpool                      | 61      |
| 9.          | Andrij Schewtschenko | Ukraine              | AC Mailand                        | 46      |
| 10.         | Francesco Totti      | Italien              | AS Rom                            | 40      |
| 11.         | Thierry Henry        | Frankreich           | FC Arsenal                        | 15      |
| 12.         | Rui Costa            | Portugal             | AC Florenz / AC Mailand           | 14      |
| 13.         | Patrick Vieira       | Frankreich           | FC Arsenal                        | 13      |
| 14.         | Henrik Larsson       | Schweden / Kap Verde | Celtic Glasgow                    | 9       |
| 15.         | Roberto Carlos       | Brasilien            | Real Madrid                       | 8       |
| 15.         | Gabriel Batistuta    | Argentinien          | AS Rom                            | 8       |
| 17.         | Stefan Effenberg     | Deutschland          | FC Bayern München                 | 5       |
| 17.         | Alen Bokšić          | Kroatien             | FC Middlesbrough                  | 5       |
| 19.         | Ruud van Nistelrooy  | Niederlande          | PSV Eindhoven / Manchester United | 4       |
| 19.         | Hernán Crespo        | Argentinien          | Lazio Rom                         | 4       |
| 19.         | Alessandro Del Piero | Italien              | Juventus Turin                    | 4       |
| 22.         | Óscar Córdoba        | Kolumbien            | Boca Juniors                      | 3       |
| 22.         | Gaizka Mendieta      | Spanien              | FC Valencia / Lazio Rom           | 3       |
| 22.         | Ebbe Sand            | Dänemark             | FC Schalke 04                     | 3       |
| 22.         | Alessandro Nesta     | Italien              | Lazio Rom                         | 3       |
| 22.         | Javier Saviola       | Argentinien          | CA River Plate / FC Barcelona     | 3       |
| 27.         | Giovane Élber        | Brasilien            | FC Bayern München                 | 2       |
| 27.         | Hidetoshi Nakata     | Japan                | AS Rom / AC Parma                 | 2       |
| 29.         | Steven Gerrard       | England              | FC Liverpool                      | 1       |
| 29.         | Luis Enrique         | Spanien              | FC Barcelona                      | 1       |
| 29.         | Jon Dahl Tomasson    | Dänemark             | Feyenoord Rotterdam               | 1       |
| 29.         | Ali Daei             | Iran                 | Hertha BSC                        | 1       |
| 29.         | Sibusiso Zuma        | Südafrika            | FC Kopenhagen                     | 1       |
| 29.         | Roy Keane            | Irland               | Manchester United                 | 1       |
| 29.         | Cuauhtémoc Blanco    | Mexiko               | Real Valladolid                   | 1       |
| 29.         | Carlos Pavón         | Honduras             | Monarcas Morelia / Udinese Calcio | 1       |
| 29.         | Diego Simeone        | Argentinien          | Lazio Rom                         | 1       |
| 29.         | Emmanuel Olisadebe   | Polen / Nigeria      | Panathinaikos Athen               | 1       |